# جان نیومن (خواننده)
جان نیومن (به انگلیسی: John Newman) (زاده ۱۶ ژوئن ۱۹۹۰) خوانندهٔ-ترانه‌سرا و تهیه‌کننده موسیقی اهل انگلستان است.
او برادر جیمز نیومن است.
از بهترین آهنگ های Newman میتوان به آهنگ "Love Me Again" اشاره کرد.
وی در حال حاضر دو آلبوم با نام های Tribute و Revolve منتشر کرده است که استقبال خوبی از این دو آلبوم و این خواننده انگلیسی شده است.